# Атчисон (Канзас)
Атчисон (англ. Atchison) — місто (англ. city) в США, в окрузі Атчісон штату Канзас. Населення — 10 885 осіб (2020).

## Географія
Атчисон розташований за координатами 39°33′49″ пн. ш. 95°8′12″ зх. д. / 39.56361° пн. ш. 95.13667° зх. д. (39.563648, -95.136594).  За даними Бюро перепису населення США в 2010 році місто мало площу 21,45 км², з яких 20,27 км² — суходіл та 1,19 км² — водойми.

## Демографія
Згідно з переписом 2010 року, у місті мешкала 11 021 особа в 3933 домогосподарствах у складі 2447 родин. Густота населення становила 514 особи/км².  Було 4442 помешкання (207/км²).
Расовий склад населення:
| - 87,9 % — білих - 7,2 % — чорних або афроамериканців - 0,6 % — корінних американців - 0,5 % — азіатів - 0,1 % — вихідців з тихоокеанських островів |

До двох чи більше рас належало 3,1 %. Частка іспаномовних становила 2,7 % від усіх жителів.
За віковим діапазоном населення розподілялося таким чином: 23,7 % — особи молодші 18 років, 61,7 % — особи у віці 18—64 років, 14,6 % — особи у віці 65 років та старші. Медіана віку мешканця становила 31,6 року. На 100 осіб жіночої статі у місті припадало 89,4 чоловіків;  на 100 жінок у віці від 18 років та старших — 86,0 чоловіків також старших 18 років.
Середній дохід на одне домашнє господарство  становив 52 478 доларів США (медіана — 40 512), а середній дохід на одну сім'ю — 66 152 долари (медіана — 55 121). Медіана доходів становила 40 796 доларів для чоловіків та 30 805 доларів для жінок. За межею бідності перебувало 24,0 % осіб, у тому числі 29,6 % дітей у віці до 18 років та 12,0 % осіб у віці 65 років та старших.
Цивільне працевлаштоване населення становило 4873 особи. Основні галузі зайнятості: освіта, охорона здоров'я та соціальна допомога — 39,4 %, виробництво — 17,6 %, мистецтво, розваги та відпочинок — 11,3 %, роздрібна торгівля — 11,2 %.